# Джордан 196
Джордан 1960 е болид от Формула 1, с който отбора на Джордан се е състезавал за сезон 1996. Болидът е управляван от Рубенс Барикело и Мартин Брандъл, който е пилот на Лижие.
Отбора стартира сезона с добри очаквания след сезон 1995. Стартирайки втора година с двигатели Пежо, отбора е вече спонсориран от Бенсън & Хеджчес и болидите са оцветени в златист цвят (макар че цвета е светло-жълто в началото на сезона).
Обаче нито Барикело нито Брандъл не са били на подиума и отбора все още търси победа откакто влиза във Формула 1. Сезон 1996 е лоша година за тях, макар че постигат с точка повече отколкото предната година. Джордан отново остава във „Втората дивизия“ зад отбори като Уилямс, Ферари, Бенетон и Макларън.
След края на сезона започват промени в отбора. Барикело напусна отбора за да се състезава за Стюарт Гран При, а Мартин Брандъл се отказва от спорта. Техни заместници са Джанкарло Фисикела и Ралф Шумахер.
Отбора завършва на пета позиция при конструкторите с 22 точки.